# フィリップ・マハラゼ
フィリップ・イェセーヴィチ・マハラゼ（Фили́пп Иесеевич Махара́дзе、1868年3月21日 - 1941年12月10日）、民族名ピリペ・エセス・ゼ・マハラゼ（グルジア語: ფილიპე ესეს ძე მახარაძე）は、グルジア人のボリシェヴィキ政治家・文筆家。

## 生涯

### 青年期
1868年3月21日（ユリウス暦9日）、ロシア帝国クタイス県シェモクメディ（カリスクレ、パシャルシとも）で生まれた。父は元農奴の貧しい司祭で、グルジア語で自分の名前が書けるのみ、母は文盲の農婦であったという。
1877年からオズルゲチ神学校で学び、エグナテ・ニノシュヴィリやシリビストロ・ジブラゼ (en) と同窓となる。
1884年にオズルゲチ神学校を卒業してチフリス神学校に進んだ（この時の同級生にノエ・ジョルダニアがいた）。模範生であったが、入学翌年には地下学生組織に参加して無神論者となった。ヴィッサリオン・ベリンスキー、ニコライ・チェルヌィシェフスキー、ニコライ・ドブロリューボフ、ドミトリー・ピーサレフ、ニコライ・シェルグノフなどに親しみ人民の意志に共感したが、理論的にはマルクス主義はおろかナロードニキとも縁遠かった。在学中の1886年5月にはイオセブ・イアギアシュヴィリがパーヴェル・チュデツキー学長を殺害する事件が発生している。
1890年には学生ストに参加するも、辛くもチフリス神学校を卒業し、翌1891年にジョルダニアとともにワルシャワ獣医学院に入学した。同年秋にはマルクス主義の学生組織に加入し、労働者の間で宣伝を行うとともに、違法な文献を故郷グルジアへと送った。1893年にはグルジア語マルクス主義雑誌を創刊し、グルジアの空想的社会主義者を批判する最初の記事を書いたが、逮捕されワルシャワ要塞での2年の禁固刑を受けた。1895年初頭に釈放されてザカフカースに送還され、1899年まで当局の監視を受けた。マハラゼはこの状況下でも、ジョルダニア、ジブラゼ、ミハ・ツハカヤとともにチフリスの社会民主主義組織「メサメ・ダシ」の創立に関わり、『クヴァリ』誌に歴史、経済に関する記事を寄稿した。
1896年から1900年にかけては、ヨシフ・スターリン、サーシャ・ツルキゼ、ラド・ケツホヴェリらの革命家と親交を持った。

### 革命期
1900年から半年間は兵役に就き、その後はチフリスに定住してジョルダニアとともに『クヴァリ』編集局に勤務。翌1901年にはツルキゼとともにバトゥムで宣伝活動を行い、二度の逮捕を受けて同年末にクタイスに監視付きで追放された。同時期にジョルダニアが収監された際には、『クヴァリ』編集長を務めている。翌1902年には、西グルジアでの農民運動の高まりに伴い、同志らとともにグリア・ミングレリア委員会を組織し、翌1903年にはロシア社会民主労働党に入党。党カフカース連合委に所属し、第1回カフカース組織大会にも出席した。
1904年に『クヴァリ』を政府が廃刊したことに伴い、チフリスへ戻って翌1905年初頭にボリシェヴィキ系雑誌『モグサウリ』を創刊したが、発刊と同時に逮捕され、半月間拘留された。同時期にはアヴラバリ印刷 (ru) で非合法新聞『プロレタリアティス・ブルゾラ』の編集・執筆も行った。1905年末に再逮捕されメテヒ刑務所に収監されたが、翌1906年5月に釈放され、同年秋から翌1907年2月までドイツで過ごした。
1908年1月には三度逮捕され、懲役8か月の後アストラハン県へ追放された。1911年中旬に追放刑が終了してもグルジアへは戻れず、ロストフ・ナ・ドヌとアレクサンドロフスク・グルシェフスキーの炭鉱で働いた（ここでマハラゼは教師をしていた未来の妻と出会った）。現地で多数のボリシェヴィキ党細胞を組織した後、マハラゼは1913年初頭に、病のためにバクーへ移った。ボリシェヴィキ組織が壊滅的状況にあったバクーにおいても活発に活動し、『チュヴェニ・ツカロ』誌も編集したが、翌1914年初頭にバイロヴォ刑務所 (ru) に4-5か月間収監された。1915年2月にはバクー県へ追放され、その後チフリスとクタイスに潜伏。同月からは党カフカース局に所属し、ステパン・シャウミャンとともに組織を指導した。翌1916年5月には反戦パンフレットを配布してまたも逮捕されている。
二月革命後はチフリスで労働者代表ソビエトの組織を始め、最初のボリシェヴィキ新聞『カフカースキー・ラボーチー』(ka) も創刊した。同年4月には党第7回全ロシア会議 (ru) に出席するために、ツハカヤとともにペトログラードに送られている。11月からは党カフカース地方委メンバーを務め、1919年5月の全カフカース党会議では、農民とプチブルを懐柔するために「独立ソビエト・アゼルバイジャン」というスローガンを採用したアナスタス・ミコヤンらバクーの活動家に対し、プロレタリア国際主義からの後退であるとして激しく反対する立場をとった。
1918年5月には北カフカースに赴き、テレク・ソビエト共和国の財務人民委員に選出されている。白軍の侵攻によりテレク共和国が崩壊するとグルジア民主共和国に潜伏し、メンシェヴィキ政権に対する蜂起を指導した。蜂起は失敗しマハラゼらはムツヘタ要塞に投獄されたが、1920年2月に3人の同志とともにチフリス刑務所から脱獄した。同年からはロシア共産党中央委カフカース局 (en) の、5月から翌1921年まではグルジア共産党中央委幹部会のメンバーを務めた。1920年末にはコミンテルン第2回大会と東方諸民族大会にも出席している。

### グルジア問題
マハラゼは1921年2月16日から7月7日まではグルジア革命委議長、同年から翌1922年2月まではグルジア社会主義ソビエト共和国農業人民委員、翌3月7日から10月までは全グルジア中央執行委議長に就いた。こうしてグルジア共和国指導部に上り詰めたマハラゼであったが、同時期のザカフカースでは、カフカース局責任書記セルゴ・オルジョニキゼによる、モスクワすら危惧するほど急速・強権的な、ザカフカース3国の政治的・国家的統合が推進されていた。
マハラゼはロシア共産党中央委宛てに報告書を書き送り、グルジア共産党やグルジア革命委を無視したカフカース局の独断専行によるザカフカース連邦構想は「大衆に極めて不人気で、全く大衆から遊離した、もう一つ余計な官僚主義的機構を創るだけ」の、「民族主義的志向を弱めるのではなく、かえって強化」するものであると強く批判した。のみならず、「赤軍の進撃が開始されたとき、グルジアの党細胞はどれ一つとして、党員は誰一人として、進撃の意図と目的について通知されて」おらず、「グルジアへの赤軍の進撃とソビエト権力の樹立宣言は、外国の占領という明白な性格をとってしまった」と、かつてオルジョニキゼが指揮した赤軍のグルジア侵攻そのものにも批判を加えている。
ザカフカース連邦構想に反対するマハラゼらグルジア共産党中央委員（ブドゥ・ムディヴァニ、セルゲイ・カフタラゼ、ミハイル・オクジャヴァ、コテ・ツィンツァゼらの「グルジア反対派」）の訴えはやがてウラジーミル・レーニンも知るところとなり、オルジョニキゼを擁護したスターリンに対するレーニンの不信は後の「レーニンの遺書」問題へと波及してゆくこととなる。
しかし結局は、グルジア反対派が多数を占めていたグルジア共産党中央委の1922年10月22日の総辞職と、オルジョニキゼの配下ベソ・ロミナゼ第一書記による新体制発足により、グルジア反対派は影響力を失った。グルジア反対派が拒絶した「ザカフカース社会主義連邦ソビエト共和国」は同年12月13日に成立し、グルジア反対派は翌1923年4月のロシア共産党第12回大会でのスターリン演説で「反ロシア的排外主義」として片付けられた（マハラゼは、この大会にザカフカース地方委代表として選出された唯一のグルジア反対派であった）。

### 後半生
その後、ムディヴァニやオクジャヴァとは対照的に、マハラゼは「悔い改めた」反対派としてソビエト史学から称揚された。1924年からはザカフカース連邦共和国労働防衛会議附属ゴスプラン議長、1927年12月19日から1930年6月26日まで全連邦共産党中央統制委メンバーを務め、1929年から翌1930年まではグルジア共和国人民委員会議議長でもあった。1931年2月20日から1938年7月8日まで再度全グルジア中央執行委議長、1931年2月27日から1935年3月5日までと1935年5月27日から1937年までの2度に渡ってザカフカース連邦共和国中央執行委議長、1938年7月10日からグルジア・ソビエト社会主義共和国最高会議幹部会議長を務めた。
連邦党大会には第12回の他第13回大会から第18回まで（第14回を除く）出席し、1938年からは 連邦最高会議幹部会副議長にも就いた。全連邦共産主義アカデミー会員や全グルジア中央執行委附属マルクス・レーニン主義研究所所長も務めたが、グルジア共和国最高会議幹部会議長に在職中の1941年12月10日にトビリシで死去した。遺体は同地のムタツミンダ・パンテオンへ葬られたが、1989年末にツハカヤ、シリヴェストル・トドリヤとともにフダドフの森 (ka) に改葬された。
グルジアの都市オズルゲティおよびオズルゲティ地区は、マハラゼを記念し、1934年から1989年まで「マハラゼ」および「マハラゼ地区」と呼ばれた。

## 文筆家として
1899年以来、グルジアにおけるマルクス主義的評論の草分けとなり、イリア・チャフチャヴァゼ、モセ・ジャナシュヴィリ、アレクサンドル・ハハノフらの「ブルジョワ的」評論や、イヴァネ・ゴマルテリの「メンシェヴィキ的」評論に対抗した。評論家としてはアレクサンドル・プーシキン、マクシム・ゴーリキー、ショタ・ルスタヴェリ、ダニエル・チョンカゼやニノシュヴィリの作品を分析し、歴史家としてもグルジア史、ザカフカース史、革命運動史の研究に大きな影響を与えた。
マハラゼ著作集全15巻の刊行は、1923年にグルジア共産党中央委により決定された。しかし、1935年に全連邦共産党ザカフカース地方委第一書記ラヴレンチー・ベリヤが『ザカフカースにおけるボリシェヴィキ組織の歴史の問題について』を発表すると、スターリン賛美と歴史の歪曲に満ちたこの本の中で、マハラゼの著作は「誤謬と歪曲」を名指しで指摘された。マハラゼはこの歴史の歪曲に対しても、死まで沈黙を貫いた。